# قلعه را در هم بکوب
قلعه را در هم بکوب (انگلیسی: Crush the Castle) یک بازی ویدئویی اکشن تک‌نفره برای سکوهای رایانه شخصی، مک اواس، آیفون، آی‌پاد تاچ و اندروید می‌باشد که توسط جوی بتز و کریس توسعه و آرمور گیمز نشر پیدا کرده است.